# Meduna di Livenza
Meduna di Livenza település Olaszországban, Veneto régióban, Treviso megyében. Lakosainak száma 2942 fő (2023. január 1.). Meduna di Livenza Gorgo al Monticano, Pasiano di Pordenone, Pravisdomini, Annone Veneto és Motta di Livenza községekkel határos.

## Népesség
A település népességének változása:
| Lakosok száma | 2890 | 2912 | 2942 |
|               | 2017 | 2018 | 2023 |